# Giuseppangelo Fonzi
Giuseppangelo Fonzi (Spoltore, 13 luglio 1768 – Barcellona, 1840) è stato un medico italiano.

## Invenzione
Nacque a Spoltore da famiglia di Orsogna.
Fu avviato agli studi giuridici a Chieti e poi Napoli per volere del padre Domenico; ma Fonzi presto comprese la sua vocazione, scappò a Roma e si presentò al principe Colonna, che lo ebbe sotto la sua protezione. Il Fonzi si appassionato agli studi di astronomia, marineria e infine medicina quando si trovò coinvolto nella guerra austro spagnola. 
Fu l'inventore della protesi dentaria a dente singolo, realizzata con un materiale da lui stesso definito "terra-metallico", per distinguerlo dagli impianti dentali così detti "minerali" prodotti da Alexis Duchâteau e Nicolas Dubois de Chémant utilizzando la porcellana. All'inizio del XIX secolo, egli superò il problema di instabilità delle precedenti protesi dentarie in blocco unico, in cui il ritiro volumetrico della pasta ceramica dopo cottura causava successive difficoltà di posizionamento. La composizione variabile della sua innovativa pasta ceramica consentiva di realizzare impianti con 28 tinte differenti, ottenute grazie alla miscela di diversi ossidi metallici.
La fissazione degli impianti avveniva attraverso un perno di platino, introdotto all'interno di un solco situato nella parte posteriore della protesi dentale. Le diverse protesi venivano quindi unite insieme utilizzando una banda di platino che veniva successivamente saldata ad essi, migliorando così la stabilità. Il tutto veniva poi agganciato saldamente ad eventuali denti residui tramite l'utilizzo di supporti elastici.
Per migliorare il comfort ed evitare dolori alle gengive, Fonzi utilizzava una miscela a base di caucciù che veniva spalmata sulla base della protesi, permettendo di ottenere un'interfaccia più morbida con i tessuti biologici.
Fonzi scrisse anche trattati e poesie.